# Norma Fisher
Pour les articles homonymes, voir Fisher.
Norma Fisher, née à Londres en 1940, est une pianiste concertiste et pédagogue anglaise. Une dystonie de fonction de la main droite l'oblige à écourter sa carrière d'interprète dans les années 1990 et à se tourner vers l'enseignement,.

## Biographie
Norma Fisher est née de parents russo-polonais. On lui reconnaît rapidement un « talent musical rare » et à l'âge de onze ans elle remporte un concours pour étudier avec Sidney Harrison à la Guildhall School of Music. À quatorze ans, elle attire l'attention de la célèbre pianiste grecque Gina Bachauer, qui devint son mentor et la présente à la pédagogue hongroise Ilona Kabos, avec qui elle étudie par la suite,. Elle passe également quelque temps à Paris pour parfaire sa connaissance de la musique française avec Jacques Février,,
Elle se produit d’abord souvent, avec un grand succès pour la BBC, ce qui conduit la station de radio allemande RIAS à l’inviter à Berlin  pour y faire ses débuts avec l'Orchestre symphonique de la radio de Berlin  : ceci lance sa carrière européenne. Puis elle obtient le premier prix au concours international de piano Ferruccio Busoni et en 1963, partageant le très convoité Prix de piano du Prix international de musique Harriet Cohen avec Vladimir Ashkenazy, sa réputation internationale est solidement établie. Cette même année, elle fait ses débuts aux Proms du Royal Albert Hall et devient l’une des solistes de prédilection des principaux orchestres britanniques, dont le Philharmonia, le London Philharmonic, le London Symphony Orchestra, le Royal Philharmonic, le BBC Symphony, le Hallé, le Bournemouth Symphony et le City of Orchestre symphonique de Birmingham.
Interprète polyvalente, Norma Fisher est connue dans le monde entier comme l'une des plus grandes pianistes britanniques. Son répertoire s'étend à la musique de chambre, qu'elle joue avec des musiciens de premier plan à travers l'Europe. Ses premières relations avec le Dartington and Delme String Quartet ont conduit à un partenariat très recherché avec le Stamic Quartet de Prague, tant au Royaume-Uni qu'en République tchèque. Elle se produit fréquemment avec l'International Chamber Ensemble de Rome, le Carmina Quartet et le Reykjavik Wind Quintet et a collaboré avec des solistes bien connus tels que Stephanie Gonley, Alan Hacker, Maurice Hasson, Emanuel Hurwitz, Ralph Kirshbaum, Steven Isserlis, Peter Lukas Graf, György Pauk, Hu Kun, Sylvia Rosenberg, Grigori Zhislin, Yossi Zivoni et les chanteurs Benjamin Luxon, Sherrill Milnes, Nelly Miricioiu et Sir John Tomlinson.
Sa réputation d'enseignante est également bien établie et nombre de ses élèves lauréats sont bien connus sur le circuit des concerts internationaux. Elle est professeur de piano au Royal College of Music de Londres , a été nommée Fellow du Royal Northern College of Music, FRNCM en 2012 et est invitée à donner des masterclasses à travers le monde. Elle a joué et enseigné au Séminaire international des musiciens au Royaume-Uni, à l'Académie d'été internationale de Lenk, en Suisse, et à l'Académie de musique d'été de la Fondation Horowitz à Kiev, en Ukraine. Elle est régulièrement invitée au jury de nombreux concours internationaux de piano, dont Young Musicians (Enschede, Hollande), Gina Bachauer (USA), Horowitz (Kiev, Ukraine), Joanna Hodges (USA), Newport (Pays de Galles), Ricardo Vines (Espagne ), Saint-Marin, Sydney (Australie), Tbilissi (Géorgie) et Virginia Waring (États-Unis).
Elle est directrice artistique des London Master Classes, dont les cours attirent de grands talents du monde entier pour travailler intensivement avec les meilleurs artistes/enseignants de Londres,.

## Élèves
- Arta Arnicane
- Polina Bogdanova
- Anna Fedorova
- Rainer Hersch (en)
- Olga Jegunova (en)
- Pavel Kolesnikov (en)
- Eduard Kunz (en)
- Murray McLachlan
- Luka Okros (en)
- Olga Paliy
- Alexey Pudinov
- Julia Sigova (en)
- Natalia Sokolovskaya (en)
- Kateryna Titova
- Samson Tsoy
- Andrew Lowe Watson (en)
- Chiyan Wong

## Discographie
Les trois CD rassemblant ses enregistrements de la BBC par Sonetto Classics, "Norma Fisher at the BBC", ont été produits par Tomoyuki Sawado.
- Le volume 1 (2018) contient des récitals de musique de Scriabine (1972) et Brahms (1979), Les œuvres suivantes sont incluses[9] :
  - Brahms : Variations sur un thème original op. 21 n°1 et n°2
  - Scriabine : Etudes op. 42 n° 1, 4, 5 et 8
  - Scriabine : Sonate pour piano n° 1
- Le volume 2 (2019) se concentre sur Liszt, Schumann, Debussy et le compositeur et pianiste polonais André Tchaikowsky, un compositeur défendu par Fisher. L'album a reçu le disque du Grand Prix international Franz Liszt de la Société Franz Liszt de Budapest en 2020[10]. Il contient les ouvrages suivants[11] : 
  - Liszt : Méphisto Valse 1
  - Liszt : Venezia et Napoli, Nos. I (Gondoliera), II (Canzone), III (Tarantelle)
  - Liszt : Études d'exécution transcendante. Nos 4 et 10.
  - Saint-Saëns (arr. Liszt) : Danse macabre
  - Schubert (arr. Liszt): Lieder der Schubert No.9, Ständchen (Horch, horch die Lerch)
  - Schumann : Sonate 2 en sol mineur, Op.22 avec finale originale
  - Debussy : Douze Études, Livre 1, n° 1 ; Livre 2 n° 7, 11
  - André Tchaïkowsky : Inventions, op. 2.
- Le volume 3 (2022) contient un récital Schumann et Brahms de juillet 1984 et un récital Chopin d'octobre 1992. Il contient les ouvrages suivants[12] :
  - Schumann : Papillons, Op. 2
  - Brahms : 7 Fantaisies, Op 116
  - Chopin : Mazurka en ut majeur, op. 68 n ° 1
  - Chopin : Mazurka en ut dièse mineur, op. 41 n ° 1
  - Chopin : Nocturne en ut dièse mineur, op. 27 Non 1
  - Chopin : 3 écossaises, op. 72 n ° 3
  - Chopin : Berceuse, op. 57

Les enregistrements suivants ont été salués par la critique :
- Choix de l'éditeur du magazine Gramophone (juillet 2018): critique de disque par Michelle Assays
- Slipped disc (16 avril 2018) : lire ici
- Broadway World (16 avril 2018) : lire ici
- The Telegraph (29 mai 2018) : lire ici
- The Jewish Chronicle (2 juin 2018) : lire ici